# Tedore Ebanoidze
Tedore Ebanoidze (gruz. თედორე ებანოიძე; ur. 5 czerwca 1991) – gruziński zapaśnik walczący w stylu wolnym. Pierwszy w Pucharze Świata w 2013. Wicemistrz świata juniorów i trzeci na ME juniorów w 2011 roku.